# Автомобильные дороги КНДР
Автомоби́льные доро́ги КНДР — сеть дорог на территории Корейской-Народно-Демократической Республики, объединяющая между собой населённые пункты и отдельные объекты, предназначенная для движения транспортных средств, перевозки пассажиров и грузов.

## История

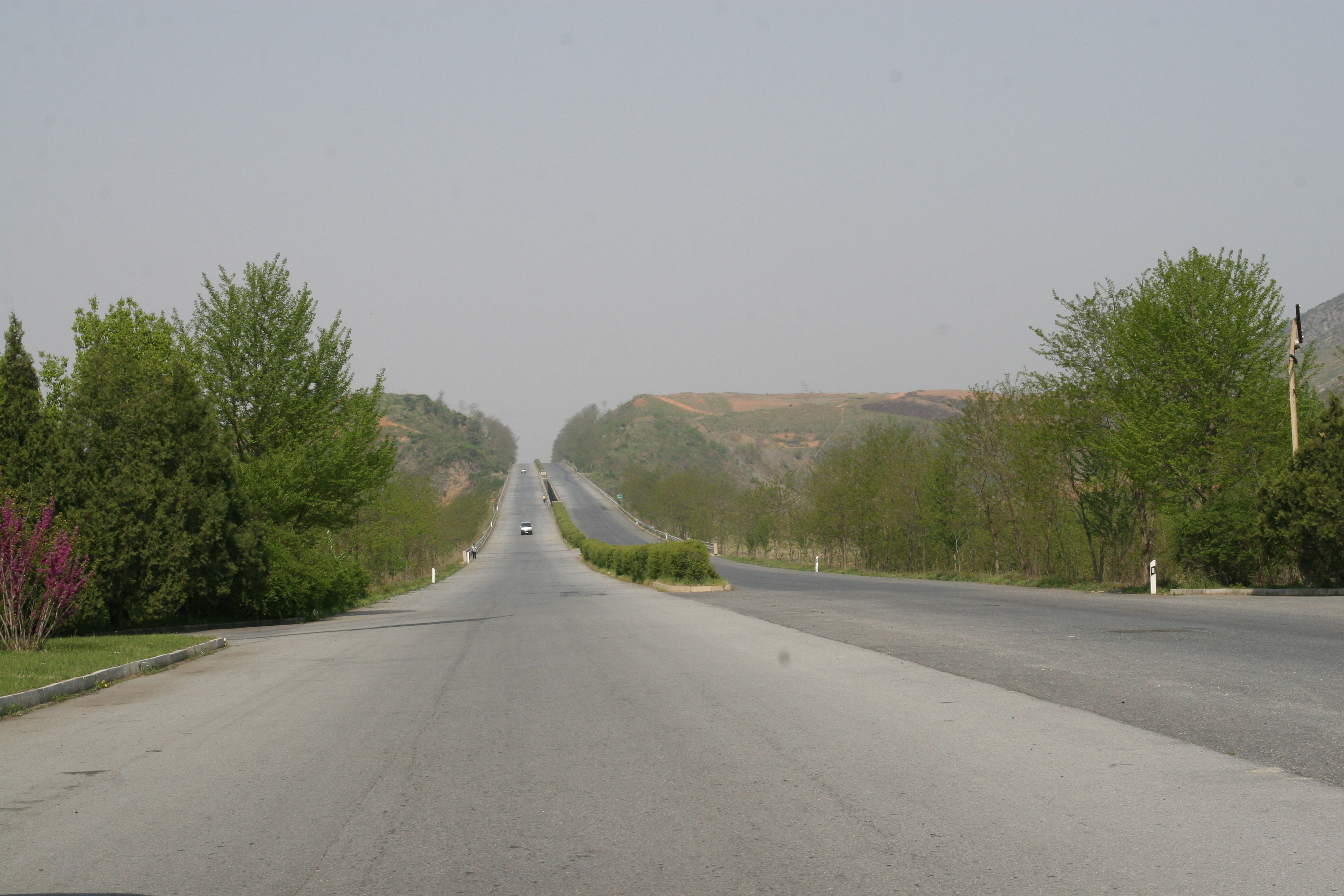
Шоссе возле Пхеньяна (7 мая 2007)

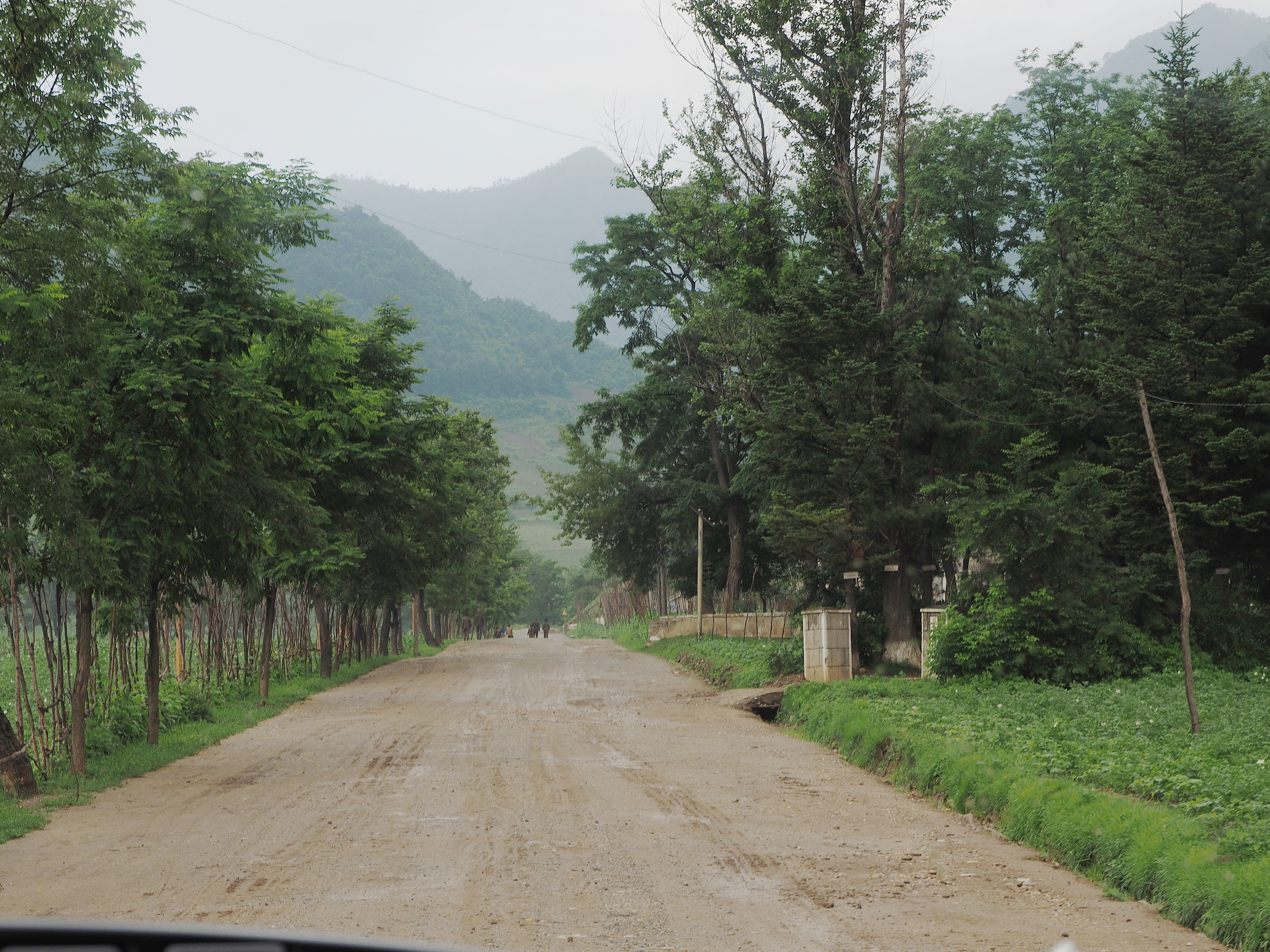
Грунтовая дорога в сельской местности (июнь 2014)

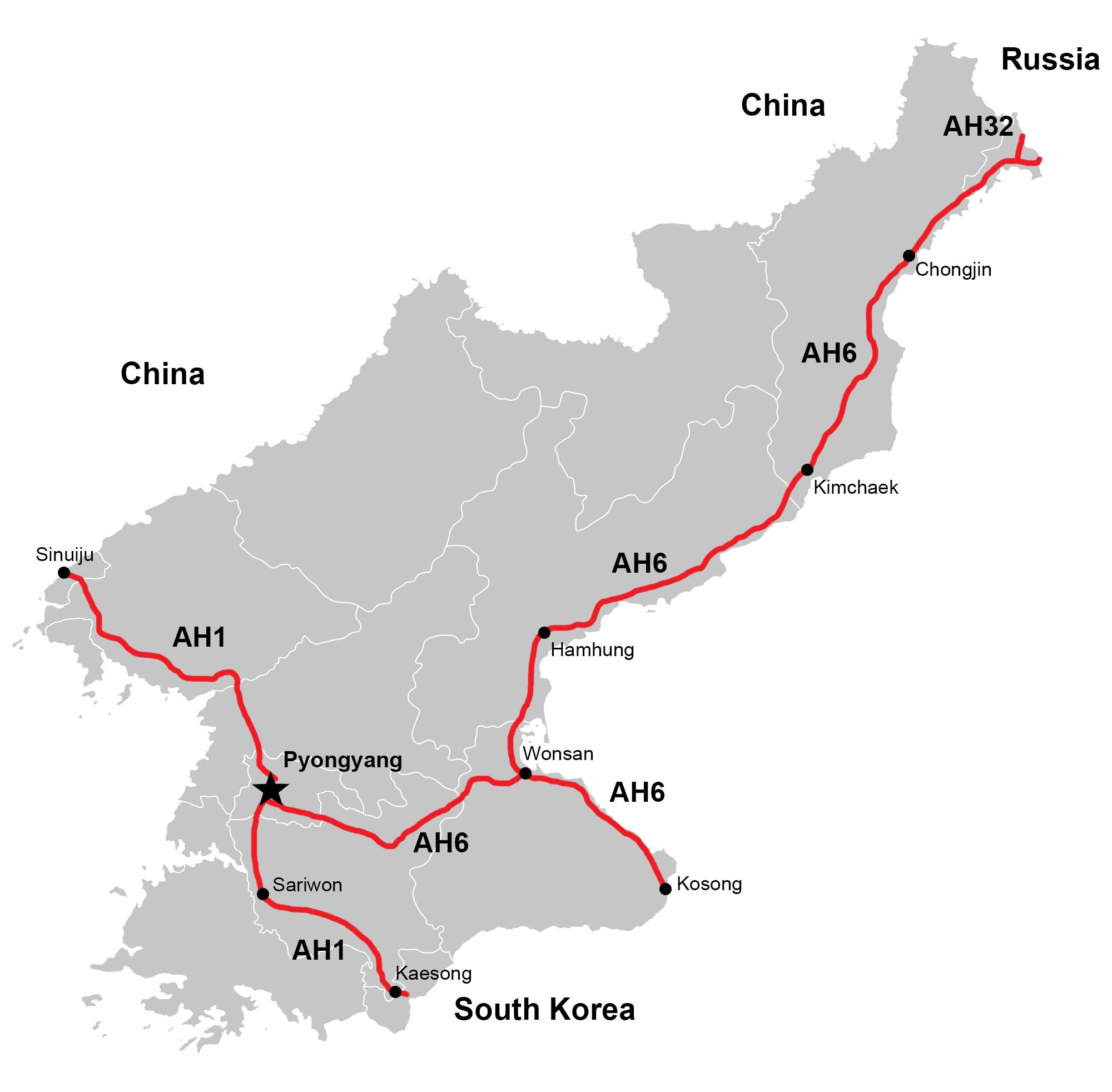
Маршруты AH1, AH6 и АН32, в 2003 году ставшие частью международной сети автомагистралей

Во время русско-японской войны 1904—1905 гг. Корейский полуостров был оккупирован японскими войсками, начавшими дорожно-строительные работы для снабжения группировки своих войск в Маньчжурии. После подписания 22 августа 1910 года договора о присоединении Кореи к Японии на территории полуострова началось создание органов японской колониальной администрации. Дорожное строительство было продолжено, но и в 1911—1912 гг. большинство дорог представляло собой узкие тропы, допускавшими перевозку грузов только носильщиками или на вьючных животных.
До окончания второй мировой войны и капитуляции Японии в сентябре 1945 года на полуострове использовались дорожные знаки японского образца и действовали японские правила дорожного движения.
В 1945/46 гг. было введено правостороннее движение. Современная конфигурация автомобильных дорог начала формироваться после образования КНДР со столицей в Пхеньяне (который стал главным транспортным узлом страны).
После демаркации и оборудования в конце 1940-х годов линии государственной границы по 38-й параллели, в первом полугодии 1950 года с южной частью полуострова КНДР продолжали связывать три автомобильные дороги, ещё девять автомобильных и улучшенных грунтовых дорог связывали КНДР с Китаем и одна дорога — с СССР.
В ходе Корейской войны 1950—1953 гг. дороги и объекты транспортной инфраструктуры пострадали, но в дальнейшем они были восстановлены.
Восстановление защитных лесополос началось ещё до окончания боевых действий.
В связи со сложным рельефом (около 80 % территории страны занимают горы с каменистыми крутыми скатами и узкими долинами; поверхность равнин холмистая, с многочисленными низкогорными кряжами; есть значительное количество небольших горных рек с крайне неустойчивым режимом, через которые необходимо строить мосты) дорожное строительство представляет собой ресурсоёмкий процесс (в горах преобладают твёрдые скальные грунты, а в долинах проложенные по насыпям между заливных рисовых полей грунтовые дороги требуют ремонта после каждого сезона дождей) и развитие дорожной сети страны проходит медленно.
В 1965 году протяжённость автомобильных дорог составляла 20 тыс. км, в 1972 году — превысила 20 тыс. км.
В 1970-е годы началось строительство скоростных автомагистралей к столице и главным объектам туризма. Первая автострада Нампхо — Пхеньян — Вонсан прошла через столицу и в 1978 году соединила побережья Жёлтого и Японского морей.
На рубеже 1978—1979 гг. общая протяжённость автомобильных дорог превысила 21 тыс. км, в 1987 году — превысила 22 тыс. км (в это время конфигурация автодорог практически полностью повторяла рисунок железнодорожной сети).
После введения в эксплуатацию транскорейской автодороги в горах Кымгансан в 2003 году общая протяжённость автострад в КНДР увеличилась до 653 км. 18 ноября 2003 года КНДР официально присоединилась к проекту Экономической и социальной комиссии ООН по странам Азиатско-Тихоокеанского региона по созданию международной сети автомобильных дорог. После этого 1320 км трёх автомобильных дорог КНДР стали частью международной сети автомагистралей.
В феврале 2010 года правительства КНР и КНДР приняли решение о строительстве нового автомобильного моста через реку Ялуцзян длиной 3026 метров между корейским городом Синыйджу и китайским городом Даньдун в провинции Ляонин (который должен стать дублёром моста Китайско-корейской дружбы). 31 декабря 2010 года начались строительные работы, в 2016 году постройка моста была завершена.
18-20 сентября 2018 года на переговорах в Пхеньяне было принято решение о объединении железных и автомобильных дорог полуострова, в соответствии с которым в ноябре 2018 года в районе города Чхорвон был построен участок автомобильной дороги через демилитаризованную зону (он представляет собой грунтовую дорогу длиной 4 км и шириной 12 метров).
25 августа 2020 года было завершено строительство четырёхполосного автомобильного моста длиной 800 метров через реку Туманная, который соединяет город Намян в провинции Хамгён-Пукто и уезд Тумэнь китайской провинции Гирин.
30 апреля 2025 года началось строительство автомобильного моста между КНДР и Россией через реку Туманная (длина моста - 1 км, общая длина мостового перехода с подъездными дорогами – 4,7 км).

## Современное состояние
В середине 2000х годов общая протяжённость автомобильных дорог оценивалась в 25,5 тыс. км; общая протяжённость всех дорог (включая грунтовые) составляла 75,5 тыс. км.